# Dipsas infrenalis
Dipsas infrenalis är en orm som beskrevs 1905 av Nils Rosén. Arten ingår i släktet Dipsas och familjen snokar. Inga underarter finns listade i Catalogue of Life.
Enligt The Reptile Database är det oklart (incertae sedis) vilken position Dipsas infrenalis har i taxonomin. Det ska finnas en holotyp men Dipsas infrenalis godkänns inte som art och inte heller som synonym i databasen. Endast en kommentar i artikeln för Dipsas indica finns.